# Viarmes
Viarmes egy község Franciaországban. Lakosainak száma 5509 fő (2022. január 1.).

## Földrajza
Viarmes Asnières-sur-Oise, Belloy-en-France, Luzarches, Saint-Martin-du-Tertre és Seugy községekkel határos.

## Testvértelepülések
- Morcote